# П'янелло-дель-Ларіо
П'янелло-дель-Ларіо (італ. Pianello del Lario) — муніципалітет в Італії, у регіоні Ломбардія, провінція Комо.
П'янелло-дель-Ларіо розташовані на відстані близько 540 км на північний захід від Рима, 75 км на північ від Мілана, 36 км на північний схід від Комо.
Населення — 1053 особи (2014).
Щорічний фестиваль відбувається 11 листопада. Покровитель — святий Мартин.

## Демографія
Населення за роками:

Станом на 1 січня 2023 року в муніципалітеті офіційно проживало 58 іноземців з 22 країн, серед них 16 громадян країн Євросоюзу та 3 громадяни України.

## Сусідні муніципалітети
- Коліко
- Кремія
- Дервіо
- Донго
- Доріо
- Гарцено
- Муссо